# Флоријан Матекало
Флоријан Матекало (Јајце, 25. априла 1920 — Београд, 20. маја 1995) био је југословенски фудбалски репрезентативац и тренер Партизана.

## Почетак каријере
Играчку каријеру почео је 1933. године у подмлатку омладинског клуба Електробосна у Јајцу. Три године касније, у јуну 1936. године дебитовао је у ЈСК Славија у Сарајеву, а затим је прешао у Загреб где је играо за ХШК Грађански. У сезони 1939/40. осваја са Грађанским последње првенство Краљевине Југославије у фудбалу. Једину утакмицу за репрезентацију одиграо је 3. новембра 1940. против Немачке (2:0) у Загребу - једну од последњих утакмица пред почетак Другог светског рата 1941. године. После Другог светског рата је прешао у ФК Партизан у Београд и 6. октобра 1945. постигао је последњи гол за Партизан у утакмици против Наших крила из Земуна. Као играч Партизана освојио је првенство Југославије 1946/47. и куп Југославије 1947.

## Тренерска каријера
У Београду је Флоријан Матекало 1962. године завршио Вишу тренерску школу и након тога се посветио тренерском раду. Радио је пуних 17 година као тренер Партизана, а посебно је упамћен по изузетној генерацији фудбалера која је била позната као „Матекалове бебе“ међу којима су Шошкић, Јусуфи, Васовић, Ковачевић и други. У три наврата је преузимао и клупу првог тима Партизана, а највећи успех му је освајање купа Југославије 1956/57. До финала истог такмичења дошао је и у сезони 1978/79. али је тада у два меча боља била екипа Ријеке.
Након тога одлази као тренер у Египат (1964—1967) и Либију (1967—1977). Последњих двадесет година живота провео је као пензионер у Београду.